# كريستيان ماير (عالم فلك)
كريستيان ماير (بالألمانية: Christian Mayer)‏ (و. 1719 – 1783 م) هو عالم فلك، وفيزيائي، ورياضياتي ألماني، كان عضوًا في الأكاديمية الألمانية للعلوم ليوبولدينا، والجمعية الملكية، والأكاديمية البافارية للعلوم والعلوم الإنسانية، توفي في هايدلبرغ، عن عمر يناهز 64 عاماً.

## جوائز
حصل على جوائز منها:

زميل في الجمعية الملكية